# Dominique van Dijk
Dominique van Dijk (Groninga, 5 settembre 1979) è uno stilista ed ex calciatore olandese, di ruolo centrocampista.

## Biografia
Dominique van Dijk è figlio dell'ex calciatore ed allenatore Jan van Dijk e fratello maggiore di Gregoor van Dijk, anch'egli ex calciatore. Ha lanciato un proprio brand di moda, la Leger des Stijls, quando era ancora un giocatore in attività.

## Carriera

### Groninga
Nato a Groninga, van Dijk entra a far parte delle giovanili della squadra amatoriale dell'LTC Assen finché a 12 anni viene prelevato dall'FC Groninga, con cui debutta in prima squadra a 19 anni il 17 ottobre 1998 contro il VVV-Venlo, in seconda divisione.

### Cambuur
Nell'estate 2001 firma un contratto per il Cambuur, club di Leeuwarden militante in seconda divisione, con cui gioca la prima partita il 17 agosto 2001 contro l'Haarlem (match terminato 1-1). Rimane al Cambuur fino al 2005, totalizzando più di cento presenze in campionato e mettendo a segno venti reti.

### RKC Waalwijk
Dopo l'esperienza quinquiennale al Cambuur, nel maggio 2005 van Dijk si trasferisce all'RKC Waalwijk, in massima serie olandese. Fa il suo debutto con i nuovi colori proprio contro il Groninga, sua ex squadra, in una partita di campionato vinta 2-1 dal Waalwijk.

### Sparta Rotterdam
Nella finestra estiva del calciomercato 2006 viene messo sotto contratto dallo Sparta Rotterdam, club con il quale esordisce il 18 agosto in Eredivisie nella sconfitta casalinga per 1-2 contro il Vitesse. Termina la stagione con 15 presenze e una rete in campionato.

### Go Ahead Eagles
Nel luglio 2007, dopo aver lasciato Rotterdam ed essere rimasto svincolato, viene acquistato dal Go Ahead Eagles, in seconda serie olandese. Fa il suo esordio con la nuova maglia nella vittoria per 6-0 contro l'Emmen, siglando una doppietta per quell'occasione.

### Volendam
Dopo un anno a Deventer, si trasferisce al Volendam, in Eerste, per una stagione in prestito. Nel 2009 rinnova il contratto con la squadra fino al 2012, quando si ritira dal calcio giocato.